# 零号任务
《零号任务》（英語：Mission Zero），是由网易游戏开发制作的一款非对称性对抗竞技类（Asymmetrical Battle Arena）游戏。游戏在画面上采用欧美现代写实风格，核心玩法将潜入元素与非对称对抗相结合。
《零号任务》于2021年8月19日在中国大陆开启首轮技术测试，2022年7月8日在泰国、马来西亚、澳大利亚、新西兰开启小规模技术测试。
在传统玩法下，每局游戏将会有2名莫比乌斯阵营角色与4名天狼星阵营角色加入对局，天狼星阵营玩家的游戏目标为破译并提交4位动态密码之后撤离任务地点，莫比乌斯阵营玩家的游戏目标则为保护动态密码与淘汰天狼星阵营玩家。天狼星阵营玩家在游戏的15分钟限时内成功提交四位动态密码，并且撤离2人及以上则天狼星方获得胜利，莫比乌斯方失败，未在限时内完成四位动态密码的提交，或撤离人数低于2人则天狼星方失败，莫比乌斯方获得胜利。